# Convenció de Lomé
|  | No s'ha de confondre amb Acords de Lomé. |

La Convenció de Lomé és un acord d'intercanvi comercial i de cooperació entre la Unió Europea i els països que formen l'ACP vigent entre el 1975-1995 i signat a Lomé, al Togo. Avui dia s'ha substituït per la Convenció de Yaoundé. Estableix un sistema de cooperació econòmica i d'ajuda entre la UE i les antigues colònies del Regne Unit (Mancomunitat), França i Bèlgica no només de l'Àfrica sinó també del Carib i d'Oceania. Permet l'exportació dels principals productes agrícoles i miners dels ACP cap a la Unió Europea desfent-se d'aranzels. Versions de la Convenció i nombre de països signataris:
- Lomé I (1975-1979) – 45 països
- Lomé II (1979-1985) – 57 països
- Lomé III (1985-1990) – 66 països
- Lomé IV (1990-1995) – 68 països
- Lomé IV revisada (1995-2000) – 71 països